# Susan Miller, Baroness Miller of Chilthorne Domer

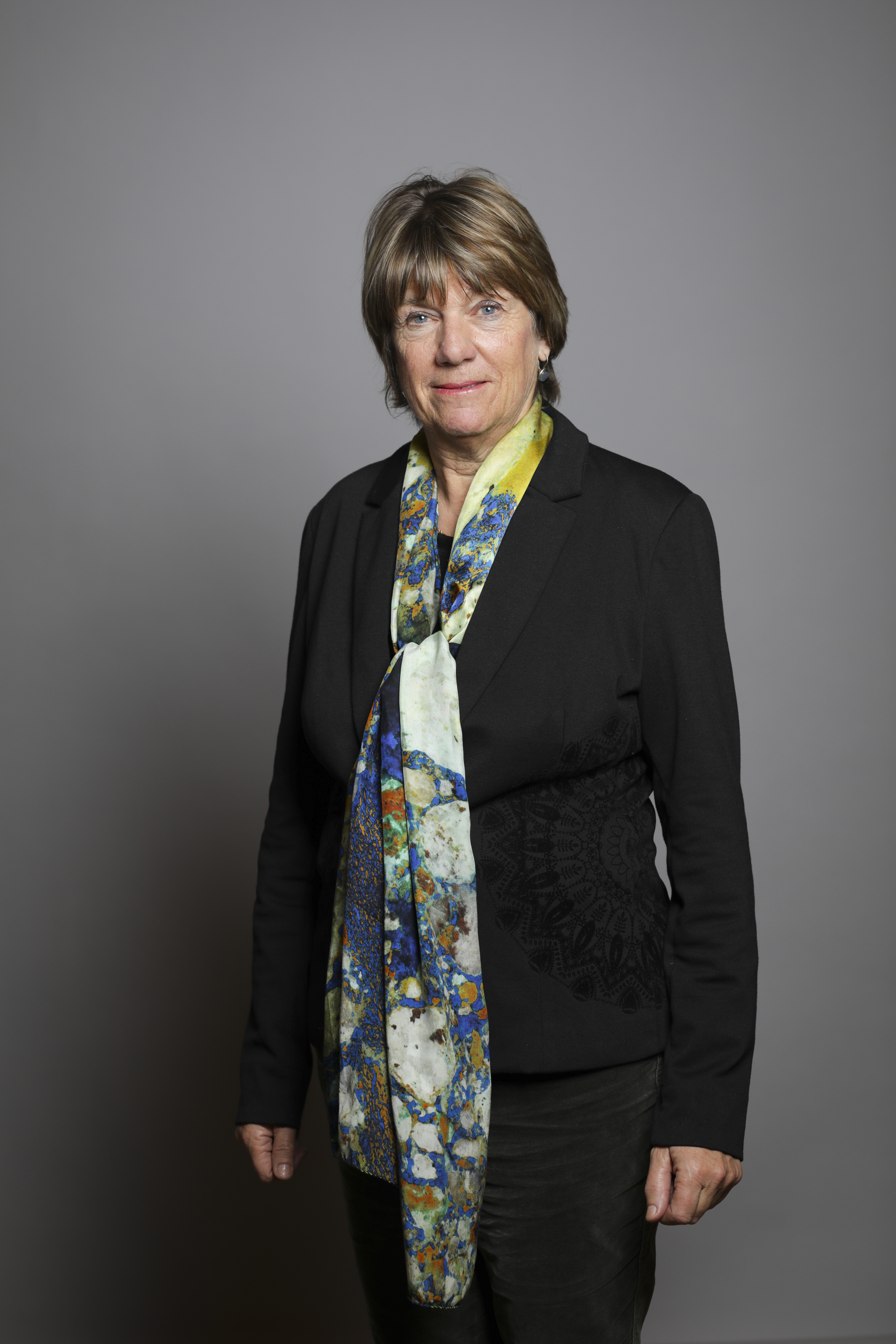
Susan Miller, Baroness Miller of Chilthorne Domer

Susan Elizabeth Miller, Baroness Miller of Chilthorne Domer (* 1. Januar 1954) ist eine britische Politikerin der Liberal Democrats, die seit 1998 als Life Peeress Mitglied des House of Lords ist.

## Leben
Susan Miller war nach dem Schulbesuch im Verlagswesen tätig und arbeitete zunächst für die Verlage David & Charles, Weidenfeld & Nicolson und Penguin Books, ehe sie als selbständige Buchhändlerin für Sherborne and Yeovil tätig war. Zu Beginn der 1990er Jahre begann sie ihre politische Laufbahn in der Kommunalpolitik und war für die Liberal Democrats zwischen 1991 und 1998 Mitglied des Rates des Distriktes South Somerset sowie zuletzt von 1996 bis 1998 auch Vorsitzende dieses Gremiums. Zugleich war sie zwischen 1997 und 2005 auch Mitglied des Rates der Grafschaft Somerset.
Durch ein Letters Patent vom 28. Juli 1998 wurde Susan Miller als Life Peeress mit dem Titel Baroness Miller of Chilthorne Domer, of Chilthorne Domer in the County of Somerset, in den Adelsstand erhoben. Kurz darauf erfolgte ihre Einführung (Introduction) als Mitglied des House of Lords. Im Oberhaus gehört sie zur Fraktion der Liberal Democrats.
Während ihrer bisherigen Mitgliedschaft im Oberhaus war Baroness Miller von 1998 bis 2002 erstmals Mitglied des Unterausschusses des House of Lords für den Euro sowie zugleich zwischen 1999 und 2001 Sprecherin der Fraktion der Liberal Democrats für ländliche Angelegenheiten und Landwirtschaft beziehungsweise von 2001 bis 2007 als Fraktionssprecherin für Umwelt, Ernährung und ländliche Angelegenheiten. Daneben fungiert sie seit 2004 als Mitglied des Föderalen Politikkomitees der Liberal Democrats.
Seit 2005 ist sie wiederum Mitglied des Oberhausunterausschusses für den Euro und war ferner von 2007 bis 2010 Sprecherin der liberaldemokratischen Fraktion für Inneres. Darüber hinaus engagiert sie sich als Vorsitzende der überparteilichen Parlamentariergruppen für Straßenkinder sowie für Agrarökologie und ist des Weiteren Vize-Vorsitzende der überparteilichen Parlamentariergruppe für Lateinamerika und auch Vizepräsidentin des Rates der Umweltschutzorganisation British Trust for Conservation Volunteers für die Nationalparks im Vereinigten Königreich.